# Referendum w Nowej Kaledonii w 2018 roku
Referendum w sprawie niepodległości Nowej Kaledonii zostało przeprowadzone 4 listopada 2018.

## Podłoże
Nowa Kaledonia została formalnie zaanektowana przez Francję w 1853 roku, a europejscy i polinezyjscy, a także inni osadnicy, sprawili, że rdzenny lud Kanaków stał się mniejszością. W latach 1864–1897 terytorium było wykorzystywane jako kolonia karna. Kanakowie zostali „wykluczeni z francuskiej gospodarki”. Między 1976 a 1988, konflikty między rządem francuskim a ruchem niepodległościowym były okresami poważnych aktów przemocy i bezprawia (których kulminacją było wzięcie zakładników w jaskini Ouvéa w 1988 roku). Powstający ruch niepodległościowy Kanaków zyskał poparcie wielu rdzennych mieszkańców sfrustrowanych biedą i brakiem zaangażowania w gospodarkę, postrzeganą jako problemy spowodowane francuskim „wyzyskiem”. Chociaż PKB na mieszkańca (nominalny) jest wysoki i wynosi 38 921 $, a Nowa Kaledonia jest głównym producentem niklu, to istnieje znaczna nierówność w dystrybucji dochodu, a wielu twierdzi, że dochody z wydobycia są korzystne dla ludzi spoza terytorium i jego (podupadających) społeczności górniczych.
W 1986 roku Komitet ONZ ds. Dekolonizacji wpisał Nową Kaledonię na listę terytoriów niesamorządnych ONZ. W przeprowadzonym rok później referendum niepodległościowym niezależność została odrzucona przez zdecydowaną większość.
Porozumienia z Matignon, podpisane 26 czerwca 1988 roku, zapewniły dekadę stabilności. Zgodnie z porozumieniem z Numei z 1998 referendum w sprawie niepodległości Nowej Kaledonii zostało zaplanowane na 2018 rok. Data referendum została wyznaczona przez Kongres Nowej Kaledonii większością 3/5 głosów w maju 2018.
W przypadku odrzucenia przez wyborców pełnej niepodległości referendum będzie mogło zostać powtórzone na pisemne żądanie 1/3 posłów Kongresu, dwukrotnie, odpowiednio w ciągu 2 i 4 lat od pierwszego głosowania.

## Pytanie referendalne
Pytanie zadane mieszkańcom Nowej Kaledonii było przedmiotem debaty między separatystami i anty-separatystami, dotyczyła pojęć „pełna suwerenność” i „niezależność”. W dniu 28 marca 2018 roku osiągnięto kompromis po negocjacjach między rządem Édouarda Philippe’a a różnymi stronami. Pytanie referendalne w sprawie niepodległości ostatecznie uzyskało brzmienie:
„Voulez-vous que la Nouvelle-Calédonie accède à la pleine souveraineté et devienne indépendante?” („Czy chcesz, aby Nowa Kaledonia uzyskała pełną suwerenność i stała się niepodległa?”).

## Stanowiska polityczne

### Za
Dwa podmioty FLNKS („Nowa Unia Kaledońska” i „Narodowa Unia Niepodległości”) prowadziły kampanię na rzecz „Tak”.

### Przeciw
Największa partia w Kongresie Nowej Kaledonii, „Kaledonia Razem”, prowadziła kampanię na rzecz „Nie”. „Zgromadzenie LR” i „Republikanie Nowej Kaledonii” również wzywali do głosowania na „Nie”.

### Bojkot
„Partia Pracy” i związek zawodowy USTKE zapowiedzieli, że nie wezmą udziału w referendum.

## Sondaże
| Instytut badawczy | Data badania             | Próba badawcza | Za                 | Przeciw             | Niezdecydowany/ brak opinii | Przewaga |      |    |    |   |    |
| ----------------- | ------------------------ | -------------- | ------------------ | ------------------- | --------------------------- | -------- | ---- | -- | -- | - | -- |
| Instytut badawczy | Data badania             | Próba badawcza | Harris Interactive | 12–22 września 2018 | Niezdecydowany/ brak opinii | Przewaga | 1038 | 34 | 66 | – | 32 |
| Quidnovi          | 1–15 sierpnia 2018       | 731            | 20                 | 69                  | 11                          | 49       |      |    |    |   |    |
| I-Scope           | 30 lipca–8 sierpnia 2018 | 628            | 28                 | 63                  | 9                           | 35       |      |    |    |   |    |
| Quidnovi          | 4–15 czerwca 2018        | 739            | 15                 | 65                  | 21                          | 50       |      |    |    |   |    |
| Quidnovi          | 16–26 kwietnia 2018      | 712            | 15                 | 58                  | 27                          | 43       |      |    |    |   |    |
| I-Scope           | 16–25 kwietnia 2018      | 682            | 22,5               | 59,7                | 17,8                        | 37,2     |      |    |    |   |    |
| I-Scope           | 23 marca–4 kwietnia 2017 | 514            | 24,4               | 54,2                | 21,4                        | 29,8     |      |    |    |   |    |

## Przebieg referendum
Głosowanie odbywało się w 284 lokalach wyborczych w niedzielę, 4 listopada od godziny 8:00 (w sobotę 3 listopada od godz. 22:00 wg strefy czasowej w Paryżu). W południe frekwencja wynosiła 41,81%. W wyborach regionalnych w 2014 roku było to 27,27% w tym samym czasie. O godz. 17:00 wynosiła 73,68%, w porównaniu do 58,1% w 2014 roku. Referendum zakończyło się zgodnie z planem o godz. 18:00 czasu lokalnego (o 8 rano w metropolii), a następnie o godz. 22:00 czasu lokalnego zostały ogłoszone oficjalne wyniki. Godzinę później do referendum w przemówieniu telewizyjnym odniósł się prezydent Emmanuel Macron.

## Wynik referendum

### Ogólnopaństwowe

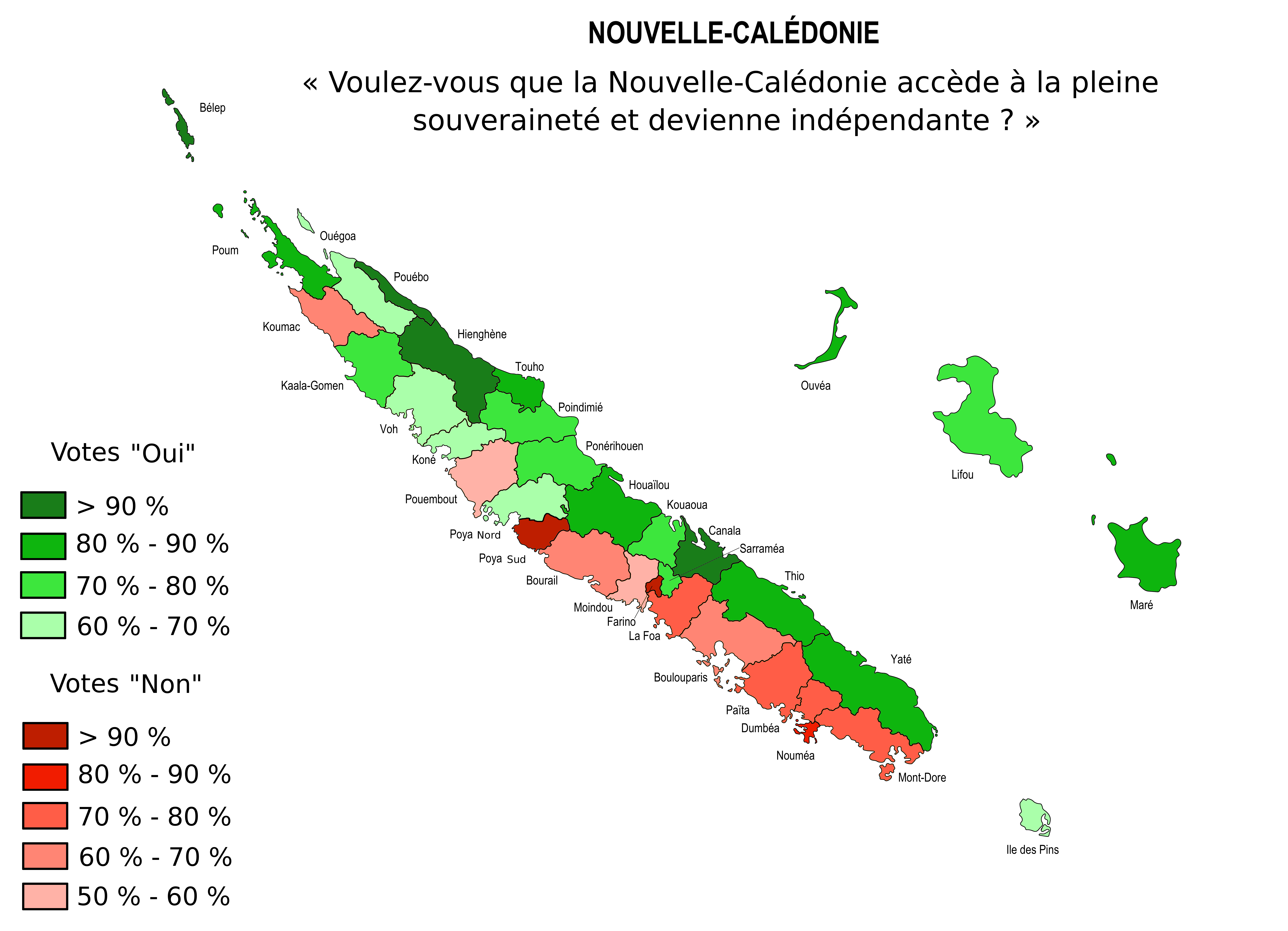
Wyniki referendum w poszczególnych gminach Nowej Kaledonii

56,40% mieszkańców Nowej Kaledonii opowiedziało się przeciwko niepodległości wyspy. Frekwencja wyniosła 80,63%.
| Wybór                               | Głosy   | %      |
| ----------------------------------- | ------- | ------ |
| Za                                  | 60 573  | 43,60  |
| Przeciw                             | 78 361  | 56,40  |
| Głosy ważne                         | 138 934 | 98,47  |
| Puste głosy                         | 1017    | 0,72   |
| Nieważne głosy                      | 1148    | 0,81   |
| Razem                               | 141 099 | 100    |
| Zarejestrowani wyborcy / frekwencja | 174 995 | 80,63% |
| Źródło: Nouvelle Caledonie          |         |        |

Udział w głosowaniu
| Głosy na „Tak” (43,60%) |  |  | Głosy na „Nie” (56,40%) |
| ▲                       |  |  |                         |
| Absolutna większość     |  |  |                         |

### Według prowincji
| Wybór                             | Głosy  | %     |
| --------------------------------- | ------ | ----- |
| Tak                               | 25 747 | 75,82 |
| Nie                               | 8209   | 24,18 |
|                                   |        |       |
| Ważne głosy                       | 33 956 | 98,58 |
| Puste głosy                       | 199    | 0,58  |
| Nieważne głosy                    | 290    | 0,84  |
| Razem                             | 34 445 | 100   |
| Zarejestrowani wyborcy/frekwencja | 40 047 | 86,01 |

| Wybór                             | Głosy   | %     |
| --------------------------------- | ------- | ----- |
| Tak                               | 24 195  | 26,29 |
| Nie                               | 67 847  | 73,71 |
|                                   |         |       |
| Ważne głosy                       | 92042   | 98,38 |
| Puste głosy                       | 773     | 0,83  |
| Nieważne głosy                    | 744     | 0,80  |
| Razem                             | 93 559  | 100   |
| Zarejestrowani wyborcy/frekwencja | 112 712 | 83,01 |

| Wybór                             | Głosy  | %     |
| --------------------------------- | ------ | ----- |
| Tak                               | 10 631 | 82,18 |
| Nie                               | 2305   | 17,82 |
|                                   |        |       |
| Ważne głosy                       | 12 936 | 98,79 |
| Puste głosy                       | 45     | 0,34  |
| Nieważne głosy                    | 114    | 0,87  |
| Razem                             | 13 095 | 100   |
| Zarejestrowani wyborcy/frekwencja | 22 236 | 58,89 |

## Reakcja Francji na temat referendum
Rząd i władze francuskiej metropolii oświadczyły, że uznają wyniki referendum i dotrzymają go.
W czasie wizyty w Nowej Kaledonii w maju 2018 roku prezydent Francji Emmanuel Macron zachęcał, by zagłosować za utrzymaniem dotychczasowego statusu wyspy. Francja nie będzie już taka sama bez Nowej Kaledonii, powiedział. Jednak to Kaledończycy mają prawo, by o tym zadecydować, dodał.